# U Medvídků
Dům U Medvídků, dříve též U Nedvídků nebo U černého medvěda, je pivovarský dům čp.345/I, který se nachází v ulici Na Perštýně 7, v Praze na Starém Městě. Jeho součástí je restaurace v přízemí, historický hotel a minipivovar U Medvídků, umístěné ve druhém, sousedním klasicistním domě U Herzogů čp. 344/I Na Perštýně 5. Založení prvního domu je datováno před rok 1404, druhý dům se připomíná roku 1398 a označení U Medvídků na něj bylo doplněno až po roce 1990.

## Historie
Historie domu U Nedvídků (U Nedwidku, též U černého medvěda) v ulici Na Perštýně je archeology kladena nejméně do 2. poloviny 13. století, ze kterého pocházejí v suterénu valené klenby sklenuté na střední pilíř. Písemnými prameny je dům doložen od roku 1404. Tehdy se připomíná před branou sv. Martina dům zemřelého Pavla Hubeného, nyní Johánka Byhala/Běhala. Po něm dům vlastnili jeho příbuzní Mikuláš mydlář (Nicolaus saponista) a Jakub, takže ti zde mezi léty 1410-1433 patrně vařili mýdlo. Teprve roku 1433 dům koupil Mikuláš sladovník, který pravděpodobně získal na pivo právo várečné, a po něm zde pivo vařil od roku 1438 Jakub Starostka. 
Dům byl pojmenován po jednom z pozdějších majitelů Janu Nedwídkovi, který roku 1466 založil pivovar nepřetržitě vyrábějící až do roku 1898. Na kamenném portálu domu se dochovalo domovní znamení: dva černí medvědi a mezi nimi nápis Zde slowe od starodawna u Nedwidku s letopočtem 1614, kdy došlo k renesanční přestavbě, k dalším stavebním úpravám došlo v 19. století. 
Po roce 1898 již majitelé pivovarnických domů na Starém městě pražském nedokázali konkurovat nově vznikajícím průmyslovým pivovarům, a proto své malé pivovary uzavřeli a založili akciový Měšťanský pivovar v Holešovicích. Jeho prvním ředitelem se stal poslední "medvídkovský" sládek Karel Vendulák. V padesátých letech byl majitelům objekt zabaven bez náhrady ve prospěch státu, později socialistického a do roku 1989 v něm restauraci provozoval národní podnik RaJ1. Dům poměrně zchátral a teprve po jeho navrácení původním vlastníkům začala generální oprava objektu, při které byla rozšířena pivnice a vybudován stylový hotel.

## Současnost
V současné době (2016) je dům U Medvídků propojen se sousedním klasicistním domem využíván jako hotel, restaurace a minipivovar. Jedná se o vůbec nejmenší pivovar v Česku s maximálním ročním výstavem 300 hl polotmavého ležáku Oldgott. Pivovar používá při výrobě piva již běžně nepoužívané metody jako je štokové chlazení, otevřené kvasné kádě, dřevěné ležácké sudy, nebo ruční stáčení do lahví s patentním uzávěrem.
Hotel U Medvídků vznikl až při rekonstrukci budovy po sametové revoluci, kdy byl dům navrácen původním majitelům. Hotel je specifický především svými dochovanými gotickými krovy a renesančními malovanými stropy.

## X-Beer
Ve zdejším pivovaru se vaří jedno z nejsilnějších piv v Česku - X-Beer 33. Toto pivo se vyrábí tradiční technologií s použitím speciálních postupů v různých stádiích výroby piva. K výrobě se používá plzeňský a karamelový slad v maximálním množství, které je možné ještě rmutovat. Hlavní kvašení probíhá v otevřených dubových kvasných kádích 14 dní. Dokvašování probíhá v dubových sudech 14 týdnů a poté po přidání speciálního kmene kvasnic probíhá druhotné kvašení dalších 14 týdnů.
Pivo X-Beer 33 se prodává U Medvídků jako digestiv. Vysoký obsah alkoholu a cukru společně s vyšším chmelením výrazně urychlují vstřebávání alkoholu do krve a proto se doporučuje vypít maximálně 1-2 dcl tohoto speciálu.

## Známé osobnosti
V domě U Medvídků bydlíval během studií významný český politik František Ladislav Rieger. Naproti přes ulici zase slavný český sochař Josef Václav Myslbek. Naproti (na rohu ulic Na Perštýně a Martinské) se také nalézala drogerie U tří zlatých koulí, v níž praktikoval v raném mládí Jaroslav Hašek. Ve své knize Osudy dobrého vojáka Švejka za světové války na tyto vzpomínky odkazuje. Mezi stálé hosty U Medvídků patřil i Alois Svojsík, český spisovatel a kněz. Historii restaurace i samotného domu se podrobně věnoval spisovatel Lukáš Berný v knize Kde pijí múzy 3 – Pražské šelmy.